# عزيزة راشد
عزيزة راشد (26 مايو 1946 -)، ممثلة مصرية.

## عن حياتها
بدأت حياتها في المسرح ودرست في معهد الفنون الجميلة عام 1968، ارتدت الحجاب في فترة من الفترات.

## أعمالها
- 1. العار
- مسلسل 2010
- 2. درب الطيب
- مسلسل 2007
- 3. دنيا
- فيلم 2006
- 4. ريا وسكينه
- مسلسل 2005 نبوية
- 5. الناس في كفر عسكر
- مسلسل 2003
- 6. الحقيقة والسراب
- مسلسل 2003 ممثلة
- 7. رجل الأقدار
- مسلسل 2002
- 8. وحلقت الطيور نحو الشرق
- مسلسل 2002
- 9. زمن عماد الدين
- مسلسل 2002 فطوم
- 10. الطريق إلى الحقيقة
- مسلسل 2002
- 11. للعدالة وجوه كثيرة
- مسلسل 2001
- 12. آوان الورد
- مسلسل 2000
- 13. الفرار من الحب
- مسلسل 2000
- 14. الشرف
- فيلم 1999 ضيفة شرف- ام عامر
- 15. الرجل الآخر
- مسلسل 1999
- 16. السيرة الهلالية - الجزء الأول
- مسلسل 1997
- 17. رحيل بلا عودة
- سهرة تلفزيونية 1997
- 18. ليالي الحلمية (ج5)
- مسلسل 1995
- 19. الوعد الحق
- مسلسل 1993
- 20. الرصيف
- فيلم 1993
- 21. ديك البرابر
- فيلم 1992
- 22. الحب المر
- فيلم 1992
- 23. أحلام الفتى النائم
- فيلم 1992
- 24. ليالي الحلمية (ج4)
- مسلسل 1992
- 25. نور العيون
- فيلم 1991
- 26. المساطيل
- فيلم 1991 زينات
- 27. تحت اقدام الزمن
- مسلسل 1991
- 28. الف ليلة وليلة
- مسلسل 1991
- 29. الكلابشات
- فيلم 1991
- 30. خميس يغزو القاهرة
- فيلم 1990 سميحه
- 31. الزلزال
- مسرحية 1990
- 32. كتيبة الإعدام
- فيلم 1989 شفاعات
- 33. الكداب وصاحبه
- فيلم 1989
- 34. حارة برجوان
- فيلم 1989
- 35. المولد
- فيلم 1989 اخت الباشا
- 36. المزيكاتى
- فيلم 1988
- 37. باب النصر
- فيلم 1988
- 38. ثمن الغربة
- فيلم 1988 فيفي
- 39. لا اله الا الله - الجزء الرابع
- مسلسل 1988
- 40. الاتهام
- فيلم 1987
- 41. النظرة الأخيرة
- فيلم 1987
- 42. الهانم بالنيابة عن مين
- فيلم 1987
- 43. امرأة من نار
- فيلم 1987 سعاد
- 44. البدرون
- فيلم 1987
- 45. عصر الحب
- فيلم 1986
- 46. الأنصار
- مسلسل 1986
- 47. حكايات هو و هي
- مسلسل 1985
- 48. السطوح
- فيلم 1984
- 49. منقذ العالم
- مسرحية 1983
- 50. أبناء في العاصفه
- مسلسل 1980
- 51. ولا عزاء للسيدات
- فيلم 1979
- 52. ومن الحب ما قتل
- فيلم 1978
- 53. زهرة البنفسج
- فيلم 1977
- 54. عندما يسقط الجسد
- فيلم 1976 نرجس
- 55. وداعًا إلى الأبد (مكرر)
- فيلم 1976 زوجة د. فوزى
- 56. وداعاً إلى الأبد
- فيلم 1976 زوجة د.فوزي
- 57. دقة قلب
- فيلم 1976
- 58. شهيرة
- فيلم 1975
- 59. الانثى و الذئاب
- فيلم 1975
- 60. الفاتنة والصعلوك
- فيلم 1974
- 61. لعنه امراة
- فيلم 1974
- 62. شئ من الحب
- فيلم 1973
- 63. صوت الحب
- فيلم 1973 زهرة
- 64. غرباء
- فيلم 1973
- 65. كلمة شرف
- فيلم 1972
- 66. من البيت للمدرسة
- فيلم 1972
- 67. شيء في صدري
- فيلم 1971
- 68. الفراشة
- مسلسل 1971
- 69. عبود عبده عبود
- مسرحية 1970
- 70. الرجل ذو الخمسة وجوه
- مسلسل 1969
- 71. القاهرة والناس
- مسلسل 1967
- 72. العشق الإلهي الجزء الثاني
- مسلسل 1900
- 73. ع الاصل دور
- مسلسل 1900 أم حودة
- 74. الكعبة المشرفة
- مسلسل 1900 فاطمة
- 75. نوادر العرب
- مسلسل 1900
- 76. شارع الماوردي
- مسلسل 1900
- 77. السيرة الهلالية - الجزء الثاني
- مسلسل بدور
- 78. الاصابع الثلاثة
- فيلم

## التمثيليات التلفزيونية
- الطير المهاجر بدور خديجة

## المسرحيات
- الزلزال

## روابط خارجية
- عزيزة راشد على موقع IMDb (الإنجليزية)
- عزيزة راشد على موقع الدهليز
- عزيزة راشد على موقع قاعدة بيانات الأفلام العربية